# Vorderweißenbach
Vorderweißenbach je městys v rakouské spolkové zemi Horní Rakousy, v okrese Urfahr-okolí. Území obce sousedí s Českem. V místní části Guglwald je hraniční přechod Přední Výtoň – Guglwald.
K 1. lednu 2014 zde žilo 2 051 obyvatel.

## Geografie
Vorderweißenbach se nachází v nadmořské výšce 705 metrů v horní části Mühlviertelu. Táhne se 10,5 km od severu k jihu a 9,5 km od západu na východ. Celková plocha je 63,5 kilometrů čtverečních. Nejvyšší nadmořská výška v obci je hora Sternstein ve výšce 1122 m nad mořem. Největší vodní plochou je Steinerne Mühl.

## Členění obce

### Katastrální území
Území obce tvoří čtyři katastrální území (rozloha k 31. 12. 2019):
- Amesschlag (1.802,96 ha)
- Bernhardschlag (2.552,95 ha)
- Oberweissenbach (968,17 ha)
- Schönegg (1.023,19 ha)

### Části obce
Obec má 20 částí:
- Altenschlag (18)
- Amesberg (35)
- Amesschlag (199)
- Bernhardschlag (307)
- Brunnwald (70)
- Eberhardschlag (90)
- Gaisschlag (13)
- Geierschlag (37)
- Guglwald (101)
- Hinterweißenbach (170)
- Köckendorf (50)
- Mitterbrunnwald (57)
- Mühlholz (38)
- Oberbrunnwald (55)
- Ortschlag (47)
- Piberschlag (364)
- Schönegg (52)
- Stumpten (362)
- Unterbrunnwald (32)
- Vorderweißenbach (617)

Poznámka: Počet obyvatel je uveden podle stavu k 1. lednu 2022.